# Robert Downey Sr.
Robert John Downey Sr., właściwie Robert Elias Jr. (ur. 24 czerwca 1936 w Nowym Jorku, zm. 7 lipca 2021 tamże) – amerykański aktor, scenarzysta i reżyser filmowy, wykładowca w Lake Placid Film Forum.

## Życiorys
Urodził się w Nowym Jorku. Jego matka, Elizabeth (z domu McLauchlen), była modelką, a ojciec, Robert Elias Sr., kierownikiem restauracji i hotelu. Mając 22 lata służył w armii, grał w mniejszej lidze baseballu Minor League Baseball, zdobył nagrodę Złotych Rękawic i tytuł mistrza w amatorskim boksie. Downey zajął się filmem po odbyciu służby w armii amerykańskiej. Pisał scenariusze do przedstawień wystawianych na scenie off-off-Broadwayu. W 1961 podjął pracę z montażystą filmowym Fredem von Bernewitzem, zanim zaczął reżyserować filmy o niskim budżecie 16 mm, debiutując krótkometrażową produkcją fantasy Blef Balla (Ball’s Bluff, 1961) o żołnierzu wojny o niepodległość Stanów Zjednoczonych, który budzi się w Central Parku w 1961 roku.
Stał się najbardziej znany jako reżyser i scenarzysta czarno-białego satyrycznego filmu o nowojorskiej agencji reklamowej Madison Avenue Putney Swope (1969) z udziałem Elżbiety Czyżewskiej w roli pokojówki Putneya.

## Życie prywatne
Był trzykrotnie żonaty. W 1962 ożenił się z tancerką i piosenkarką Elsie Downey Ford, z którą miał córkę Allyson Lee (ur. 1963) i syna Roberta (ur. 4 kwietnia 1965). 18 lutego 1982 doszło do rozwodu. 15 marca 1991 poślubił Laurę Ernst, która zmarła 27 stycznia 1994. 8 maja 1998 ożenił się z Rosemary Rogers.